# وردة الشاي المهجنة
يعتبر الشاي المهجن من التصنيفات البستانية غير الرسمية لمجموعة من الحدائق التي تحتوي على تلك الورود. تم إنشاؤه عن طريق تهجين نوعين من الورود، بدأت بتهجين أزهار مهجنة بالأصل مع ورود الشاي وتعتبر هذه المجموعة من أقدم المجموعات المصنف على أنها وردة حدائق حديثة.
تظهر زهرة الشاي المهجنة صفات من كلا الوردتين الأصليتين، حيث تكون أقسى من أنواع الشاي التي غالباً ما تكون طرية جدا (مع العلم أنها ليست شديدة الصلابة مثل أنواع الشاي المهجنة دائما).
تنمو أزهار الشاي المهجنة بشكل جيد عن طريق براعم كبيرة عالية التركيز، مدعومة بسيقان طويلة ومستقيمة.قد تنمو كل زهرة إلى عرض من 8-12.5 سم. يعتبر الشاي الهجين من أكثر أنواع الورد شيوعاً في العالم نظراً إلى لونه وشكل أزهاره. عادة ما يتم حمل أزهارها لتكون منفردة في نهاية السيقان مما يجعلها شائعة كزهور سهلة القطف.
تميل معظم شجيرات الشاي المهجنة إلى أن تكون منتصبة نوعاً ما في العادة، ويصل ارتفاعها إلى ما بين 0.75 و2.00 متر اعتمادا على الصنف وظروف النمو ونظام التقليم. وتعتبر الزهرة الإقليمية في اسلام آباد منطقة العاصمة.

## تاريخها

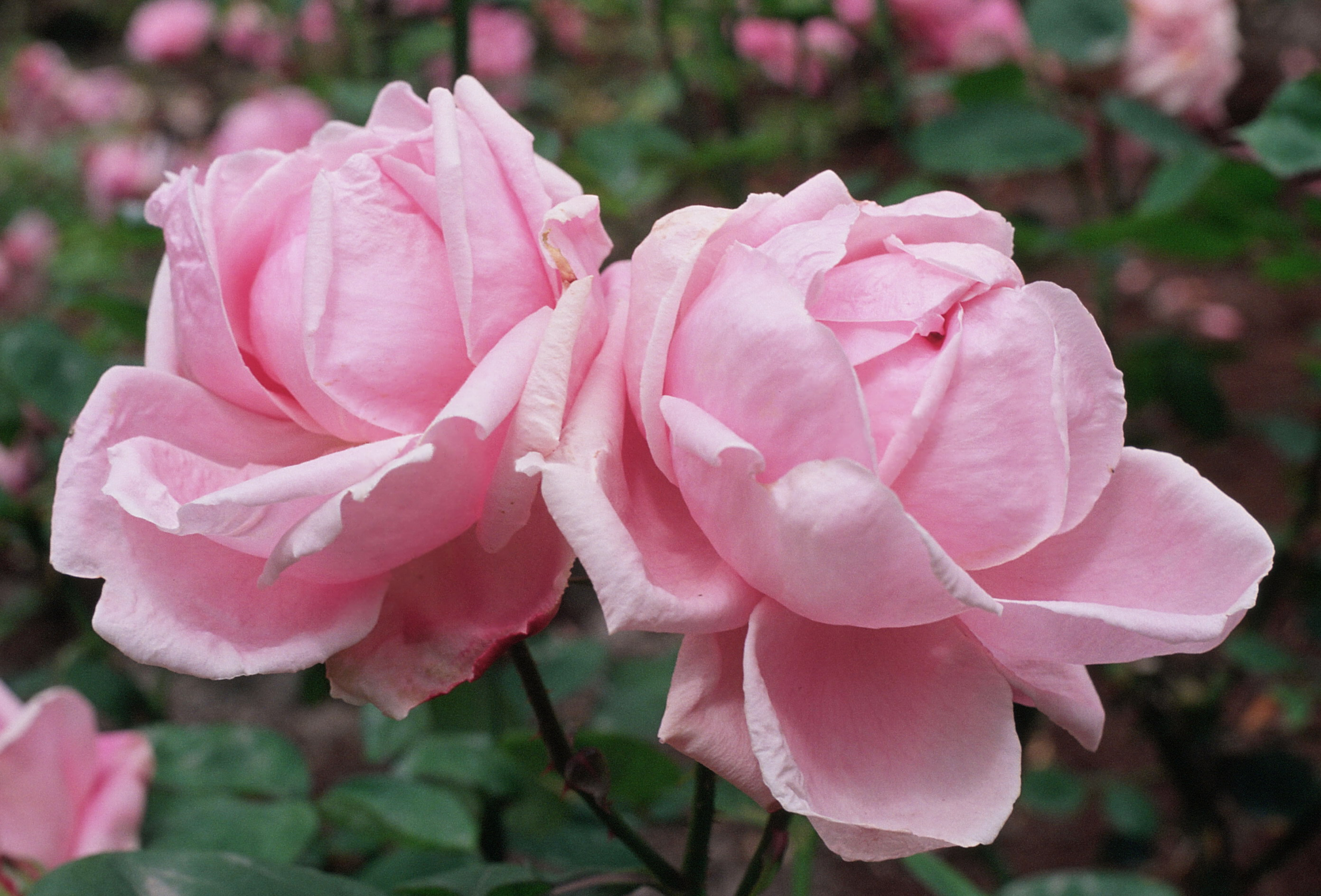
زهرة مدام كارولين تيستوت

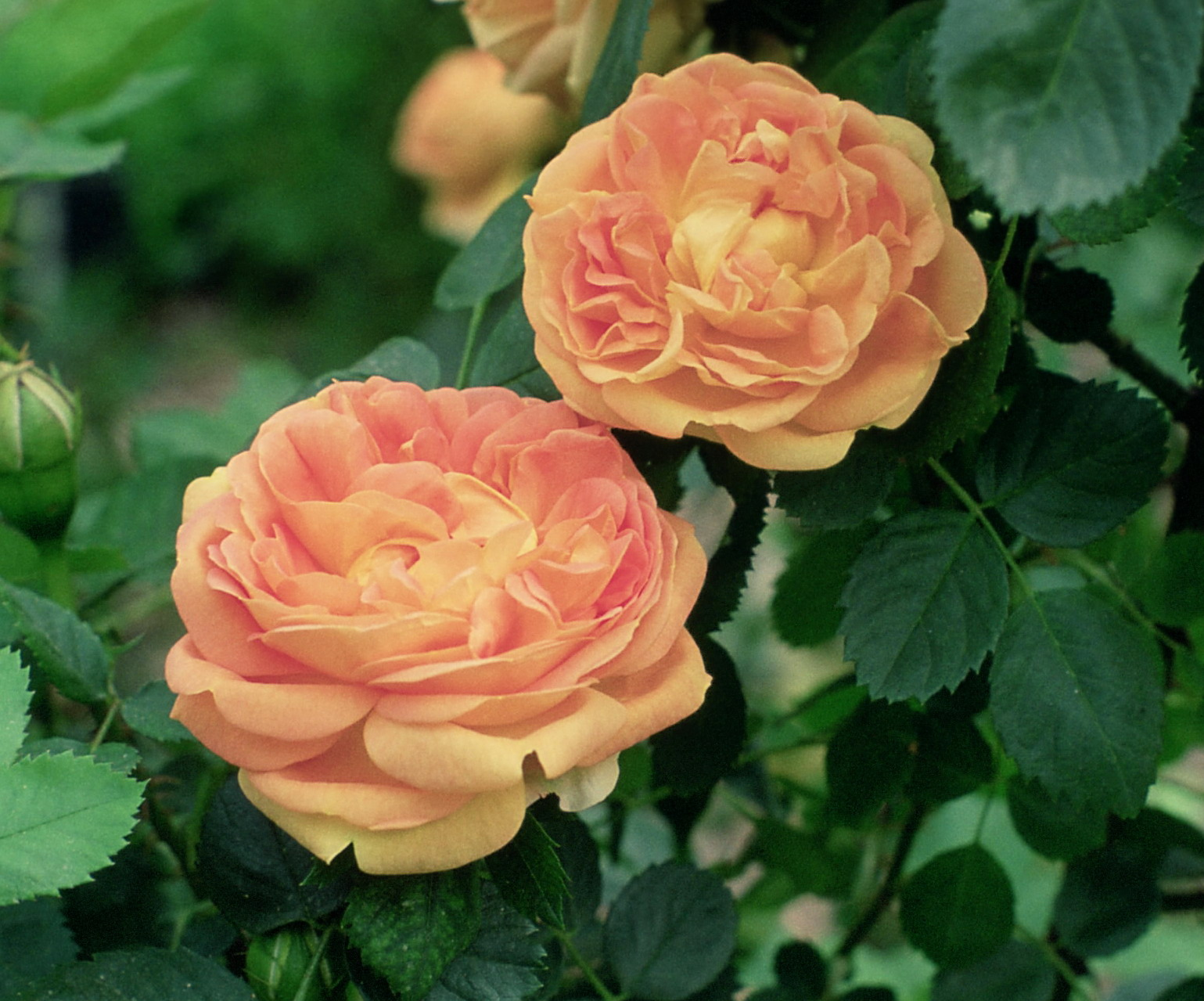
زهرة سوليل دوور

عموما تم قبول أول شاي مهجن في العالم في فرنسا في عام 1867. وقد تم زرعه على يد جان بابتيست اندريه جيو، وهو صاحب مشتل فرنسي. تم فعل ذلك عن طريق تهجين وردة الشاي، يفترض أنها «مدام برافي» مع مزيج من زهور مهجن سابقا، يفترض انه «مدام فيكتور فيرديي» ومن ثم أصبح شاي هجين.
لم تكن ورود الشاي الهجين شائعة حتى بداية القرن العشرين، عندها قامت بيرني - دوشي في ليون بفرنسا بتربية سولاي دور (شمس الذهب) (1900). لكن الصنف الذي جعل الشاي الهجين أكثر فئات ورود الحدائق شهرة في القرن العشرين هو زهرة السلام (مدام ميلاند) التي قدمها فرانسين ميلاند في نهاية الحرب العالمية الثانية، وتعتبر واحدة من أشهر أنواع الورود في القرن العشرين.
كانت ميشيل ميلاند ريتشارد تزرع شاي هجينا يحتوي على اللون المرجاني من الداخل والأصفر والوردي من الخارج وقد قيل أنها تدوم أكثر عند القطف. تم تصنيف الوردة علي على انها جزء من مجموعه ميلامونا، وتم تقديم براءه الاختراع في 14 أكتوبر 1975 لميشيل والتى نشرت في 1 فبراير 1977.
تعتبر معظم اصناف الشاي الهجين الموجوده في المناطق القارية ذات الشتاء شديد البرودة (اقل من - 25 درجه مئويه) غير شديده الصلابة. وايضا إلى جانب انها قليله الاوراق وغالبا ما تكون عرضه للامراض وانها عاده ماتكون منتصبة بشكل صلب أدى ذلك إلى انخفاض شعبيتها بين البساتين ومهندسين الحدائق لصالح الورود ذات المناظر الطبيعيه الاقل كلفه. ومع ذلك يظل الشاي الهجين الورود القياسيه لصناعه الازهار ولايزال مفضلا في الحدائق الصغيرة والمواقف الرسمية.

## التكاثر
يتم ذلك عن طريق التبرعم، وهي تقنيه تتضمن تطعيم براعم من نبات أم على جذور تنمو بقوة. 
تميل أصناف الشاي الهجين التي يتم تربيتها في المناطق القارية (مثل كندا) إلى ان تكون أكثر صلابة من تلك التي تأتي من مناطق بحرية أكثر (مثل نيوزلندا).